# Карпенко Олексій Вікторович

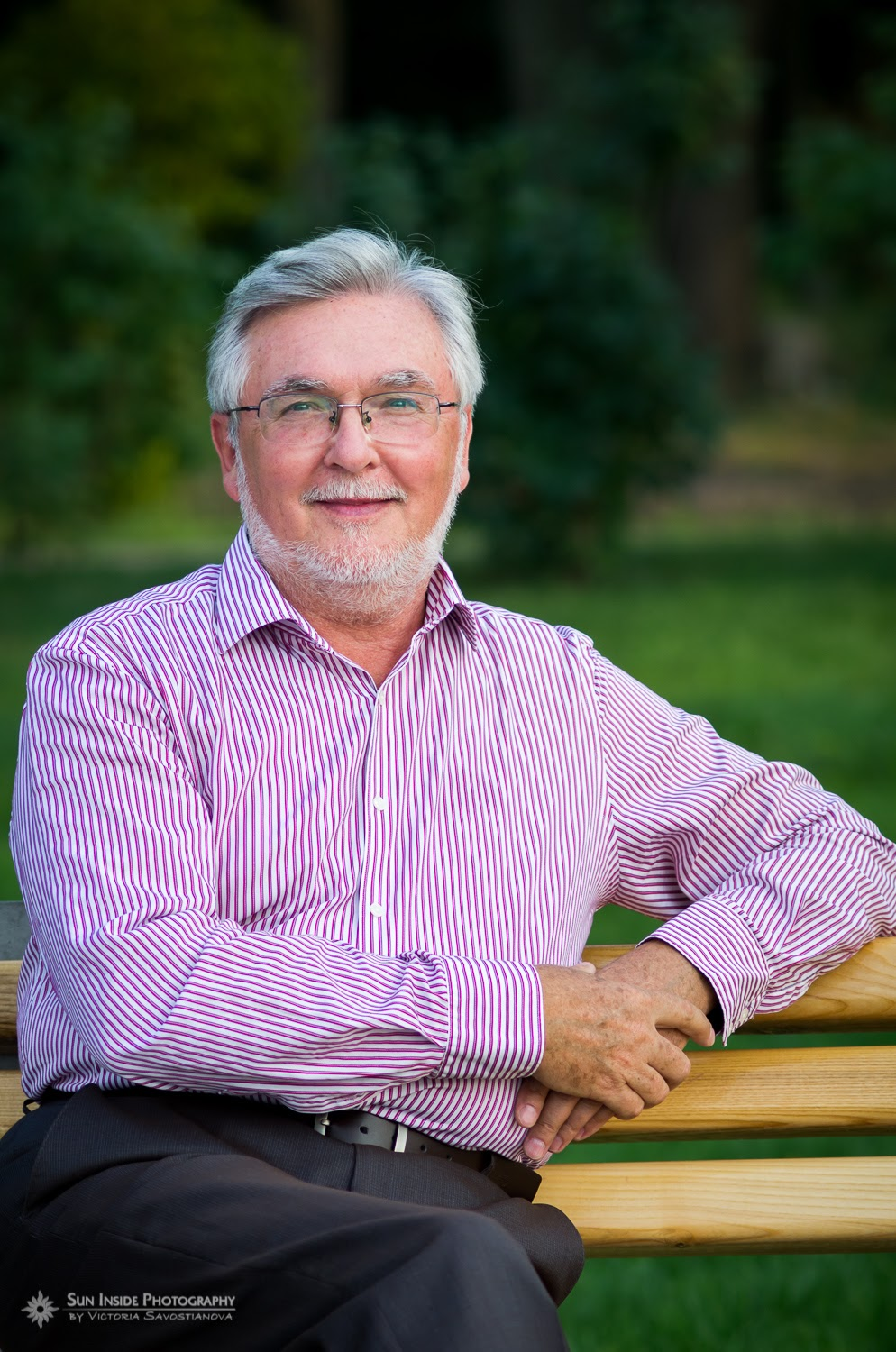
Олексій Карпенко, 2016

Олексі́й Ві́кторович Карпе́нко (народився 27 липня 1949, місто Чистякове Донецької області) — український психофізіолог і трансплантолог. Доктор медичних наук (1989).

## Життєпис
Закінчив школу в Донецьку (1966) та Київський медичний інститут (1972, тепер Національний медичний університет імені О. О. Богомольця); захистив кандидатську (1972) та докторську (1989) дисертації.
Працював у Інституті медицини праці Національної академії медичних наук (1972-1995) у науковій галузі психофізіології розумової праці. 
У 1989—1995 очолював наукову програму психофізіологічних засад професійної надійності оперативного персоналу Міністерства Енергетики України. У 2002—2010 створював галузеву законодавчу базу для впровадження психофізіологічних систем, що підтримують професійну надійність та високу ефективність оперативного персоналу..
Олексій Карпенко разом із Олександром Смикодубом в 1994 заснував Центр ембріональних тканин «EmCell» та обіймав посаду генерального директора «EmCell» у 1994—2001. 
У 2001 р. Олексій Карпенко полишив «EmCell» і створив та очолив відділ трансплантації фетальних стовбурових клітин у Координаційному центрі трансплантації органів, тканин і клітин МОЗ України (2001—2003). 
З 2010 р. О. В. Карпенко є Почесним науковим директором Центру «EmCell».

## Наукові дослідження
Олексій Карпенко проводив наукові дослідження за напрямками:
- психофізіологія розумової діяльності, створив оригінальні методи, а також розробив і впровадив самонавчальні комп'ютерні системи для індивідуального психофізіологічного моніторингу та оптимізації поточної професійної надійності та розумової працездатності операторів на атомних та теплових електростанціях, у великих електричних мережах та у космонавтиці.[5][6]
- біоритмологія функціонування систем організму;
- діагностика та прогнозування функціонального стану, надійності, розумової працездатності операторів в енергетиці й космонавтиці;
- клітинна терапія із застосуванням трансплантації ембріональних стовбурних клітин людини.

## «EmCell»
У 1994 р. «EmCell» разом із Національним медичним університетом та Київською міською держадміністрацією заснували першу в світі клініку, повністю присвячену трансплантації фетальних стовбурових клітин (Клініка клітинної терапії «EmCell»).
За період директорства О. В. Карпенка «EmCell» отримав патенти України, США, Нідерландів, Греції та Росії на нові методи лікування з використанням фетальних стовбурових клітин та брав участь у десятках конгресів і конференцій з доповідями щодо клінічного застосування трансплантації фетальних стовбурових клітин. 
У цей час «EmCell» у співпраці з шістьома провідними українськими інститутами розробив юридичні засади клінічного застосування трансплантації фетальних стовбурових клітин у практичній медицині, які було затверджено МОЗ та Академією медичних наук України (1999—2001).
У 2011 «EmCell» отримав державну ліцензію як банк кріоконсервованих стовбурових тканин людини.